# Esaias Centerwall
Esaias Centerwall, född den 6 juli 1867 i Kristianstad, död den 1 september 1947 i Göteborg, var en svensk ämbetsman. Han var son till Esaias Andersson och kusin till Otto Centerwall.
Centerwall blev student vid Lunds universitet 1885 och avlade juris utriusque kandidatexamen där 1890. Han blev vice häradshövding 1893, landskontorist i Kristianstads län 1895 och länsbokhållare där 1895. Centerwall var landskamrerare i Göteborgs och Bohus län 1908–1934. Han blev riddare av Nordstjärneorden 1914 och kommendör av andra klassen av samma orden 1923. Centerwall vilar i sin familjegrav på Östra begravningsplatsen i Kristianstad.